# Scelotes anguinus
Scelotes anguinus — вид сцинкоподібних ящірок родини сцинкових (Scincidae). Ендемік Південно-Африканської Республіки.

## Поширення і екологія
Scelotes anguinus мешкають на узбережжі затоки Алгоа у Східнокапській провінції ПАР, від миса Святого Франциска до Порт-Альфреда. Вони живуть серед прибережних дюн і заростей фінбошу.